# Rhaphuma brigittae
Rhaphuma brigittae là một loài bọ cánh cứng trong họ Cerambycidae.